# Воркутинський ВТТ
Воркутинський ВТТ (рос. Воркутлаг, Воркутпечлаг) — структурна одиниця системи виправно-трудових таборів Народного комісаріату внутрішніх справ СРСР (ГУЛАГ НКВС).

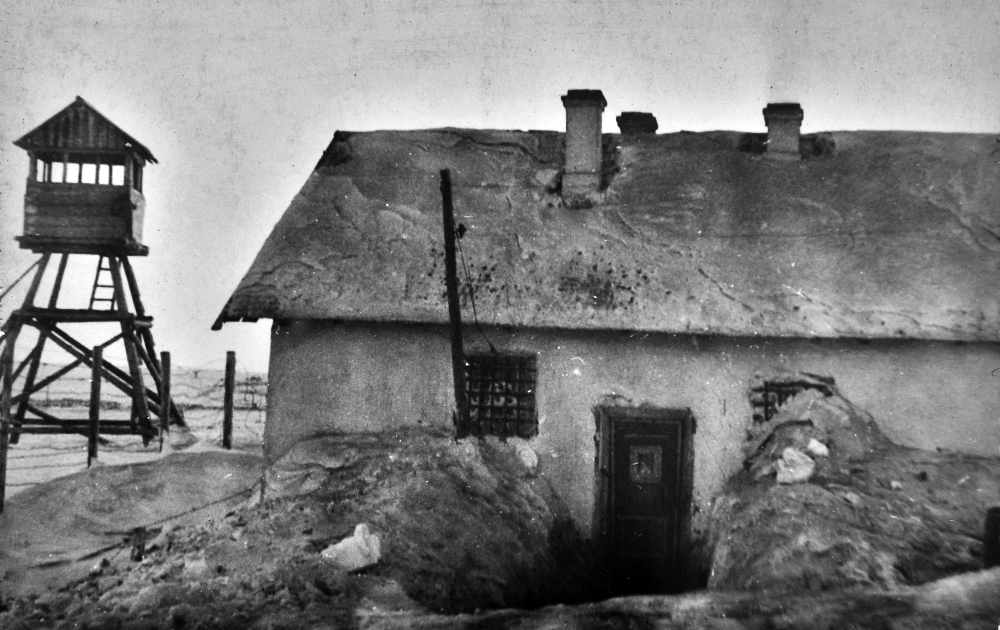
«Штрафний ізолятор» у таборі в Воркуті (1945 р.)

Виділений зі складу Ухто-Печорського ВТТ 10 травня 1938 року. Управління табору знаходилось у Воркуті.

До складу Воркутлага Інта входила окремим підрозділом, 17 листопада 1941 року був організований самостійний табір Інталаг, на базі якого пізніше створили особливий табір № 1 «Мінеральний» (Мінлаг). Це був найбільший острів Архіпелагу ГУЛАГ на території європейської Півночі Росії аж до його ліквідації у 1953 році. Також 1947 року утворили особливий табір, де утримувались німецькі військові злочинці.

## Виробництво

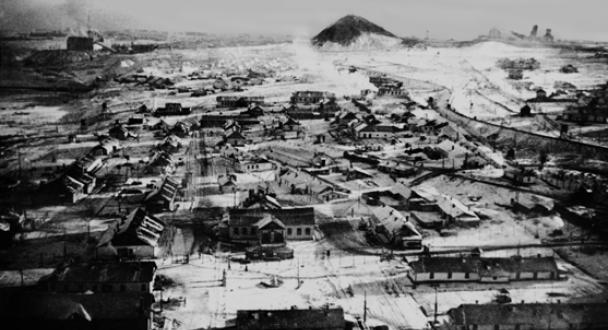
Промисловий комплекс концтабору у Воркуті (Фото з колекція Томаса Кізні)

- шахтне будівництво, вуглевидобуток;
- баржобудівництво на річці Печора, підсобні с/г роботи (на 09.09.1942 року);
- підготовка до промислового освоєння Харбейського молібденового родовища, в тому числі будівництво ЛЕП Воркута-Харбей, дослідної збагачувальної фабрики, автодороги;
- виробництво молібденового концентрату Полярно-Уральським управлінням комбінату «Воркутауголь»;
- будівництво ТЕЦ, в 1952 р.
- робота на вугільних шахтах № 2, 4, 5, 17, 18, 25, 26, 27, на збагачувальній фабриці шахти № 17, будівництво шахт № 19 та № 1-2;
- будівництво та ремонт залізничних шляхів, об'єктів Полярно-Уральського управління;
- дорожнє і житлове будівництво, робота на лісозаводі, на ремонтному, деревообробному, цементному і хутровому заводах, на заводі будівельних матеріалів, в геологорозвідувальному управлінні;
- бурові та вантажно-розвантажувальні роботи, виробництво ширвжитку, робота в радгоспах.[1]

До робіт залучалися і вільнонаймані. Однак на початковому етапі ув'язнених було набагато більше і використовувалися вони на найважчих роботах. Лише на початку 1950-х років кількість вільнонайманих на шахтах Воркути зрівнялася з кількістю ув'язнених.

## Воркутинське повстання
27 березня 1953 року вийшов Указ Верховної Ради СРСР «Про амністію» всіх ув'язнених, чий термін не перевищував 5 років, крім засуджених на 10-25 років за бандитизм, умисне вбивство, за контрреволюційні злочини і за розкрадання соціалістичної власності в особливо великих розмірах. В першу чергу з таборів звільнялися неповнолітні, вагітні жінки і жінки, які мають малолітніх дітей, люди похилого віку та інваліди. До іноземних громадян амністія застосовувалася на загальних підставах. Указ був опублікований 29 березня 1953 року. Дія амністії на політичних в'язнів цього табору не поширювалася. 
У повстанні взяло участь, за різними оцінками, від 15 до 20 тисяч в'язнів, в переважній більшості — засуджені за сумно відомою «політичною» 58-ю статтею. Серед них були не лише репресовані у 1930-х — 1940-х роках «вороги народу», але й ті, що перебував в полоні або оточенні і через це були звинувачені в шпигунстві — радянські офіцери, вояки українських та прибалтійських військових формувань.

## Відомі ув'язнені
- Михайло Сорока — організатор руху спротиву в'язнів «ОУН-Північ».
- Юркевич Віктор Дмитрович — історик, учень і співробітник Михайла Грушевського.
- Пивоваров Володимир Іванович — нарком просвіти Білорусі.
- Керлер Йосип Борисович — єврейський поет та письменник.
- Яан Кросс — естонський письменник.
- Ен Сарв — естонський дисидент, борець за незалежність.
- Курт Ельман — німецький медик, генерал-лейтенант медичної служби вермахту. Кавалер срібного Німецького хреста.
- Йозеф Шольмер (1913-1995) — німецький медик, автор книги «Мертві повертаються» (нім. Die Toten kehren zurück,  Köln 1954) (англ. Vorkuta, Нью-Йорк, 1955).
- Фелікс Тарбук — австро-угорський і німецький офіцер, співробітник абверу, оберст вермахту.
- Василь (Величковський) (1903-1973) — новомученик Української греко-католицької церкви, релігійний діяч, єпископ УГКЦ, редемпторист.